# Bakonszeg
Bakonszeg is een plaats (község) en gemeente in het Hongaarse comitaat Hajdú-Bihar. Bakonszeg telt 1256 inwoners (2001).